# Alberto Bigon
Alberto Bigon (Padua, Italia, 31 de octubre de 1947) es un exfutbolista y entrenador italiano. Jugó de mediocampista.

## Trayectoria

### Como futbolista
El primer equipo de Bigon fue el club de su ciudad natal, el Padova. En 1966/67 fue adquirido por el Napoli, donde no tuvo la posibilidad de jugar, así que tuvo que retrasar su debut en la Serie A hasta la temporada siguiente, con el SPAL de Ferrara.

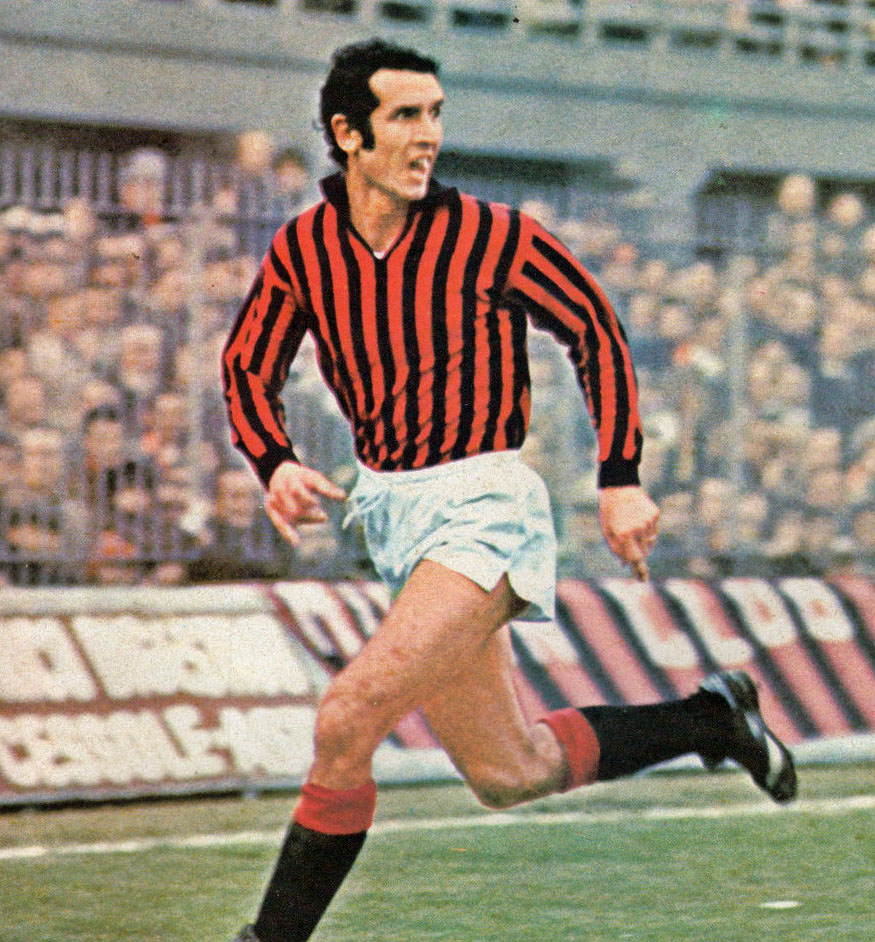
Bigon en acción con la camiseta del Milan, en el estadio San Siro, en la temporada 1974/75.

Tras un año en el Foggia, fichó por el Milan, en el que disputó 218 partidos desde 1971 hasta 1980, marcando 56 goles. Aunque comenzó como delantero, en el club rossonero se consagró como un centrocampista con marcadas dotes ofensivas. Ganó un campeonato de Serie A, tres Copas de Italia y una Recopa de Europa, todos con el Milan.
Sus últimos equipos fueron el Lazio y el Vicenza, donde concluyó su carrera de futbolista en 1983/84.

### Como entrenador
Alberto Bigon inició su carrera como entrenador en 1984 en el Conegliano, un pequeño club véneto. En 1986 pasó al Reggina, en tercera división, y en 1987/88 al Cesena, al que guio hacia la permanencia en la Serie A por dos temporadas consecutivas.
En la temporada 1989/90 fue contratado por el Napoli, donde ganó una liga y una Supercopa italiana.
Tras entrenar a Lecce, Udinese y Ascoli, en 1996 cruzó la frontera suiza para entrenar al Sion, donde conquistó una Super Liga Suiza y una Copa de Suiza. En reconocimiento de la victoria conseguida en un campeonato extranjero, en 1997 el sector técnico de la FIGC le entregó el premio "Panchina d'Oro Speciale".
Después de una breve experiencia en patria, con el Perugia, en noviembre de 1999 Bigon volvió al extranjero llamado por los griegos del Olympiacos; sin embargo fue cesado del cargo de técnico en febrero de 2000, a pesar del primer puesto en el campeonato. En 2007 fichó otra vez por el Sion, pero después de pocos meses fue cesado.
El 11 de agosto de 2008 firmó con el Interblock Ljubljana, donde ganó la Copa de Eslovenia 2009.

## Clubes

### Como jugador
| Club          | País   | Año       |
| ------------- | ------ | --------- |
| Calcio Padova | Italia | 1964-1966 |
| SSC Napoli    | Italia | 1966-1967 |
| SPAL 1907     | Italia | 1967-1970 |
| US Foggia     | Italia | 1970-1971 |
| AC Milan      | Italia | 1971-1980 |
| SS Lazio      | Italia | 1980-1982 |
| LR Vicenza    | Italia | 1982-1984 |

### Como entrenador
| Club                    | País      | Año       |
| ----------------------- | --------- | --------- |
| ASC Conegliano          | Italia    | 1984-1986 |
| Reggina Calcio          | Italia    | 1986-1987 |
| AC Cesena               | Italia    | 1987-1989 |
| SSC Napoli              | Italia    | 1989-1991 |
| US Lecce                | Italia    | 1991-1992 |
| Udinese Calcio          | Italia    | 1992-1993 |
| Ascoli Calcio 1898      | Italia    | 1995      |
| FC Sion                 | Suiza     | 1996-1997 |
| Perugia Calcio          | Italia    | 1997      |
| Olympiacos CFP          | Grecia    | 1999-2000 |
| FC Sion                 | Suiza     | 2007-2008 |
| NK Interblock Ljubljana | Eslovenia | 2008-2009 |

## Palmarés

### Como jugador

#### Campeonatos nacionales
| Título         | Club     | País   | Año     |
| -------------- | -------- | ------ | ------- |
| Copa Italia    | AC Milan | Italia | 1971-72 |
| Copa de Italia | AC Milan | Italia | 1972-73 |
| Copa de Italia | AC Milan | Italia | 1976-77 |
| Serie A        | AC Milan | Italia | 1978-79 |

#### Copas internacionales
| Título           | Club     | País   | Año     |
| ---------------- | -------- | ------ | ------- |
| Recopa de Europa | AC Milan | Italia | 1972-73 |

### Como entrenador

#### Campeonatos nacionales
| Título              | Club                    | País      | Año     |
| ------------------- | ----------------------- | --------- | ------- |
| Serie A             | SSC Napoli              | Italia    | 1989-90 |
| Supercopa de Italia | SSC Napoli              | Italia    | 1990    |
| Super Liga Suiza    | FC Sion                 | Grecia    | 1996-97 |
| Copa de Suiza       | FC Sion                 | Grecia    | 1997    |
| Copa de Eslovenia   | NK Interblock Ljubljana | Eslovenia | 2009    |

### Distinciones individuales
| Distinción                       | Año  |
| -------------------------------- | ---- |
| Premio "Panchina d'Oro Speciale" | 1997 |

## Vida privada
Su hermano, Luciano Bigon (Padua, 12 de enero de 1952) también fue futbolista. Se desempeñaba como mediocampista y jugó en el Padova desde 1969 a 1976, sumando 139 presencias.
Su hijo, Riccardo Bigon (Padua, 26 de junio de 1971), es un exfutbolista que jugaba de defensa; actualmente es el director deportivo del Hellas Verona.